# Guatemala ai Giochi della XXIV Olimpiade
Il Guatemala partecipò ai Giochi della XXIV Olimpiade, svoltisi a Seul, Corea del Sud, dal 17 settembre al 2 ottobre 1988, con una delegazione di 28 atleti impegnati in otto discipline.